# Peter MacKay
Peter Gordon MacKay (Nova Glasgow, 27 de setembro de 1965) é um advogado e político da Nova Escócia, Canadá.
É o atual ministro da Justiça do Canadá.
É casado com Nazanin Afshin-Jam, uma ativista, modelo e cantora iraniana.